# Fabrice Mels
Fabrice Mels (ur. 17 sierpnia 1992 w Sint-Niklaas) – belgijski kolarz górski, mistrz świata, brązowy medalista mistrzostw Europy oraz zdobywca Pucharu Świata.

## Kariera
Pierwszy sukces w karierze Fabrice Mels osiągnął w 2012 roku, kiedy zdobył złoty medal w cross-country eliminatorze podczas mistrzostw Belgii. W tym samym roku wystąpił na mistrzostwach świata MTB w Leogang, gdzie w tej samej konkurencji szóstą pozycję. Na mistrzostwach Europy w Bernie w 2013 roku był dziesiąty. Ponadto 25 lipca 2013 roku w Vallnord w Andorze po raz pierwszy w karierze zajął miejsce na podium zawodów Pucharu Świata w kolarstwie górskim. Stanął tam na najwyższym stopniu podium w eliminatorze, wyprzedzając Argentyńczyka Catriela Andrésa Soto oraz Francuza Titouana Perrina-Ganiera. W klasyfikacji końcowej sezonu 2013 zajął trzecie miejsce, za Austriakiem Danielem Federspielem i Niemcem Simonem Gegenheimerem. Nie brał udziału w igrzyskach olimpijskich. Rok później zdobył brązowy medal w eliminatorze podczas mistrzostw Europy w St. Wendel, przegrywając tylko z Federspielem i Ralphem Näfem ze Szwajcarii. W sezonie 2014 był też najlepszy w klasyfikacji końcowej PŚ, stając na podium w czterech z sześciu zawodów. Odniósł dwa zwycięstwa: 30 maja w Albstadt i 22 sierpnia w Méribel. We wrześniu 2014 roku zdobył złoty medal w eliminatorze podczas mistrzostw świata MTB w Lillehammer.